# Frank Lapidus
Frank Lapidus es un personaje ficticio de la serie de televisión Lost, interpretado por Jeff Fahey.

## Historia

### Antes de la isla
Fue el piloto originalmente planeado para pilotar el Oceanic 815, pero fue reemplazado por Seth Norris bajo circunstancias desconocidas. Empezó a trabajar para la agencia de viajes Caribbean Dreams Island Travel and Tours en Eleuthera, en las Bahamas. Cuando se anunció que el Vuelo 815 había sido encontrado en la Fosa Sunda, Frank contactó con la Hotline de Oceanic para decirles que no creía que el cuerpo identificado como el de Seth Norris fuera el verdadero Norris. En algún punto tras hacer esta llamada, Frank fue reclutado como piloto por la organización a la cual Matthew Abaddon pertenece. En una reunión entre Matthew y Naomi, Frank fue descrito como "un borracho". 
En el carguero, antes de llegar a la Isla, Frank le dijo a Naomi que él debería ser el primero en ir a la Isla, pero ella denegó su reclamación y le dijo que ella iría primero. Luego se acercó a Michael y empezó a preguntarle por qué ira en el barco. Después de que Michael le dijera que buscaba aventura, Frank contestó que la aventura más grande era que los restos del Vuelo 815 encontrados en el fondo del océano eran una falsificación. Frank dijo que Charles Widmore les había confiado esto y que si encontraban a algún superviviente del Vuelo Oceanic 815 sería catastrófico.

### En la isla
Frank pilotó un helicóptero desde el carguero hasta la Isla. Cuando se acercaba, hubo un fallo eléctrico y el resto de los pasajeros tuvieron que lanzarse al vacío con paracaídas. Frank pudo aterrizar el helicóptero sin problemas y ningún daño significativo. Aunque aterrizó con seguridad, recibió golpes en la cabeza y su teléfono satélite quedó inutilizable. Cuando intentó levantarse, descubrió que tenía problemas para tenerse en pie, por lo que cargó una pistola de bengalas y disparó al aire. Un rato después se desmayó, pero despertó cuando Jack Shephard y el equipo lo encontraron.
Sayid propuso traer a Charlotte de vuelta sana y salva a cambio de que le diera una plaza en el helicóptero a lo que Frank se mostró acorde. Después vio a Daniel Faraday hacer sus experimentos, afirmando que «lo hace todo el tiempo». Cuando Desmond llegó de la playa, se enfrentó a Frank por la foto de él y Penelope que Naomi había llevado encima. Frank le dijo que él no sabía nada, y que no tenía una posición muy elevada en la jerarquía del carguero. Sayid volvió con Charlotte, y Frank accedió a llevarles a él, a Desmond y al cuerpo de Naomi al carguero. Antes de partir, Faraday le advirtió de que siguiera el mismo rumbo que habían seguido al venir a la Isla. Despegaron con el helicóptero, y pusieron rumbo al barco.
De camino al carguero, el helicóptero se vio forzado a cruzar una tormenta. Los que iban a bordo experimentaron turbulencias, hasta que la situación empeoró y Frank fue incapaz de seguir la ruta que Faraday le había descrito. Al final Frank fue capaz de aterrizar el helicóptero en el carguero. Una vez en cubierta, Keamy y Omar se les acercaron y preguntaron a Frank quiénes eran Sayid y Desmond. Frank explicó que eran supervivientes del avión estrellado.
Más tarde, tras una discusión con Keamy, Frank cambió el teléfono satélite a Sayid por la pistola de este. Tras esto, fueron a la enfermería y le dieron a un desorientado Desmond el teléfono para hablar con Daniel Faraday, que estaba en la Isla y le dio a Desmond la información que necesitaba. Pese a todo Ray pulsó el botón de alarma, y Keamy les quitó el teléfono. Omar dijo a Frank que el capitán quería hablar con él. 
Poco tiempo después, Frank transportó a Keamy y sus hombres a la Isla para capturar a Ben. Sigue sin saberse dónde estaba Lapidus durante el ataque. Corriendo por la selva el día después de que el Monstruo atacara a Keamy y sus mercenarios, Frank se topó con Miles, Sawyer, Claire y Aarón. Sawyer apuntó con su rifle a Frank al no saber quién era. Con un teléfono satélite en la mano, que mostraba la localización de los mercenarios, urgió a Miles, Claire y Sawyer a esconderse porque Keamy estaba acercándoseles. Cuando estos llegaron, Frank se mostró preocupado por las heridas de uno de los soldados, pese a que Keamy le dijo que hiciera su trabajo y les llevara de vuelta al helicóptero. No obstante, cuando Aaron soltó un gemido, Keamy lo oyó pero sin saber lo que era. Frank intentó distraer la atención de Keamy cambiando de tema para llevarles al helicóptero. Keamy accedió y abandonó la zona dejando a Claire, Aaron, Sawyer y Miles a salvo. 
Al día siguiente Frank voló de vuelta al carguero con los mercenarios. Luego ayudó a un encadenado Michael a levantarse del suelo. Le preguntó por qué no le había dicho que era un superviviente del Vuelo Oceanic 815, ya que él era uno de los únicos que le habría creído. Sin embargo, Michael dijo a Frank que no lo hizo porque Widmore, el jefe de Frank, era el que había montado toda la farsa de los restos del avión, aunque Frank creyera que era una conspiración. Michael suplicó a Frank que no llevara a Keamy y sus hombres de vuelta a la Isla, creyendo que iba a matar a todos los que allí vivían. Frank le dijo que no se preocupara por ello. Dejaron la habitación y vieron a Omar atando un dispositivo al brazo de Keamy.
Esa noche los mercenarios se prepararon para volar una vez más a la Isla, pero entonces Frank se negó a llevarlos, dejando claro que su trabajo era llevar y traer científicos del barco a la Isla. En respuesta a esto, Keamy rajó la garganta de Ray, el médico, y arrojó su cuerpo por la borda. Luego advirtió a Frank que si no les llevaba en el helicóptero, en los próximos treinta segundos mataría a otra persona inocente. El capitán Gault interrumpió su discusión disparando el arma que Keamy le había encargado arreglar. Cuando Gault preguntó que llevaba Keamy atado al brazo, este sacó otra arma y disparó al capitán. Horrorizado por tanta violencia, Frank cedió accediendo a llevar a Keamy de vuelta a la Isla. Justo cuando despegaban, Frank envolvió un teléfono satélite en una prenda y cuando alcanzaron la isla lo lanzó a la playa que estaban sobrevolando.
Frank aterrizó el helicóptero a cinco kilómetros de la estación Orquídea, y Keamy y sus hombres le dejaron atado a una esposas para que no huyera, dejándolo allí. Unas horas después, Jack y Sawyer encontraron a Frank y le dieron la caja de herramientas para que pudiera liberarse, mientras este les decía adónde había ido Keamy.
Tras escapar de la Isla con Kate Austen, James "Sawyer" Ford, Hugo "Hurley" Reyes, Jack Shephard y Sayid Jarrah, Frank llevó el helicóptero hacia el Kahana, cuando detectó una fuga de combustible. Tras aligerar la carga, y de que Sawyer saltara del helicóptero para salvar a los demás, Frank logró llegar hasta el Kahana y aterrizar allí. Taponaron el agujero y repostaron el helicóptero. Los Seis de Oceanic, junto a Desmond, despegaron poco antes de que el Kahana explotara. Luego de esto, el helicóptero cae al mar y todos sus tripulantes suben a una balsa de emergencia que arrojan antes del accidente. Al poco tiempo encuentran un barco donde estaba Penny y Frank sube en este.
3 años después, se revela que Lapidus recuperó su trabajo de piloto y ha estado haciendo viajes alrededor del mundo. Casualmente, él termina siendo el piloto asignado para el vuelo de Ajira 316, y cuando Jack pide a la azafata verlo en la cabina, diciendo que son amigos, Frank lo saluda amablemente. Cuando ve a Hurley, Sayid, Kate y Sun también en el avión, Frank se da cuenta de que no van a ir a Guam (316). Cuando llegan las turbulencias, Frank ya está preparado para llegar a la isla, y junto al copiloto pueden aterrizar el avión en la isla adyacente Hydra, pero en el proceso, el copiloto muere tras ser atravesado por una rama de un árbol. Después de reunir a los supervivientes del vuelo 316, Frank decide acompañar a Sun y Ben a la isla principal, aunque no confía en este último. Sin embargo, Sun deja inconsciente a Ben antes de tomar el bote, por lo que sólo ella y Lapidus viajan a la isla. En las barracas, se encuentran con Christian Shephard, quien revela que los sobrevivientes restantes han viajado a través del tiempo hasta 1977. Christian les instruye que esperen la llegada de John Locke, por lo tanto, ellos obedecen y se quedan en la casa abandonada de las Barracas. Sun está decidida a permanecer con Locke y encontrar a su esposo Jin-Soo Kwon, por lo que Frank se separa de ella y regresa a la isla Hydra con la intención de reparar la radio a reacción para pedir ayuda. A su regreso, Frank descubre que la pasajera Ilana encontró armas en la isla y reclamó el liderazgo del grupo. Después de que él no puede responder a su pregunta críptica "¿Qué hay a la sombra de la estatua?", ella lo ataca y lo deja inconsciente (Dead is Dead). Frank luego recupera la conciencia, y es transportado de regreso a la isla principal por Ilana, Bram y otros tres sobrevivientes del Vuelo 316. Los oye discutir si él puede ser o no un "candidato" potencial, aunque cuando les pregunta para qué puede ser un candidato, se niegan a dar más detalles. Frank acompaña al grupo a través de la jungla, y los ve quemar la antigua cabaña de Jacob. Mientras siguen su camino, Bram le revela a Frank el contenido de la caja que transportan (el cadáver de Locke), que pretenden mostrarle a Los Otros para que sepan a lo que se enfrentan. Más tarde, se encuentran con los habitantes nativos de la isla Los Otros, al pie de la estatua, y Frank se reencuentra con Sun (The Incident).
Después de la muerte de Jacob, Frank le dice a Sun que no confía en Ilana y sus hombres. Luego es testigo de cómo El Hombre de Negro que se hizo pasar por Locke todo el tiempo, noquea a Richard Alpert, el asesor eterno de los Otros, y se lo lleva a cuestas, mientras el resto del grupo lo sigue. Frank se queda en la playa, con Sun, Ilana y Ben, y antes de irse, entierran a Locke en la Isla, y presencia el funeral. Frank luego acompaña a Ben, Sun e Ilana para rescatar a cualquier habitante del Templo atacado, pero sólo rescatan a Miles. Finalmente deciden ir a la playa, y allí Frank escucha a Miles diciendo que Ben mató a Jacob. Luego, Frank le dice al esposado Ben que él era el piloto original del vuelo 815 de Oceanic Airlines. Cuando llegan Jack, Hurley y Richard, Lapidus se abraza con Jack y Hurley, contento de ver a dos viejos amigos (Dr. Linus). Para evitar que el Hombre de Negro abandone la isla, Richard sugiere que destruyan el avión de Ajira. Después de que Ilana muere mientras sostiene dinamitas, Frank va a Black Rock con el grupo para obtener más dinamita. Sin embargo, Hurley hace explotar el barco para evitar más riesgos; destruyendo todos los suministros de dinamita. Después de que Hurley le cuenta su plan para hablar con el Hombre de Negro y Richard sigue su plan para destruir el avión, Frank se une a Hurley, junto con Jack y Sun. Su grupo luego se fusiona con el campamento del Hombre de Negro.
Más tarde, la segunda al mando de Charles Widmore, Zoe, llega al campamento y amenaza con destruirlo con proyectiles de artillería si el Hombre de Negro no devuelve a Desmond. Frank, Jack, Hurley, Sun y Claire Littleton siguen el plan de Sawyer de traicionar al Hombre de Negro uniéndose a Widmore, y escapan del grupo del Hombre de Negro. Después de que Jack deja el grupo, debido a su renuencia a dejar la isla, el grupo restante llega a la isla Hydra. Sin embargo, Widmore los traiciona, y los deja encerrados en las jaulas de los animales en la estación de Hydra, con la intención de "protegerlos". El Hombre de Negro ataca el campamento como el Monstruo de Humo; permitiendo que Jack y Sayid rescaten a Frank y al resto del grupo. Luego se dirigen al avión de Ajira para salir de la isla, pero cuando llegan al avión, el Hombre de Negro revela que el avión está equipado con C4. Por esto, el Hombre de Negro sugiere que abandonen la isla en el submarino de Widmore. Frank y el grupo llegan al submarino y lo controlan para descender. ack luego descubre que el Hombre de Negro plantó el C4 en la bolsa de Jack. Sayid se sacrifica y se escapa con el C4 lo más lejos que puede de los demás hasta que explota. La explosión hace que el submarino se hunda, y Frank queda inconsciente después de que una puerta lo golpea. El submarino finalmente se hunde, pero el cuerpo inconsciente de Lapidus logra llegar a la superficie. Richard y Miles lo encuentran mientras se dirigen a la isla Hydra para volar el avión de Ajira. Frank los convence de robar el avión, ya que él puede manejarlo, y dejarlo volar. Después de mucho trabajo de reparación, y tras recoger a Kate, Claire y Sawyer, el avión despega y se dirige a casa.